# Уст Куйга
Уст Куйга (на руски: Усть-Куйга; на якутски: Уус-Куйга) е селище от градски тип в Уст Янски улус, Якутия, Русия. Населението му към 2020 г. е 634 души. Намира се на брега на река Яна, на около 156 km от брега на море Лаптеви. Климатът е субполярен.

## История
Селището е построено в началото на 1950-те години от затворници и наемници във връзка с разработването на находища на калай и злато. Статут на селище от градски тип получава през 1967 г. Впоследствие поема ролята на база за доставки към съседните райони.

## Население
| 1970 | 1979 | 1989 | 2002 | 2009 | 2010 | 2012 |
| ---- | ---- | ---- | ---- | ---- | ---- | ---- |
| 1825 | 2700 | 5342 | 1568 | 1366 | 979  | 897  |
| 2014 | 2016 | 2018 | 2020 |      |      |      |
| 796  | 737  | 681  | 634  |      |      |      |

## Икономика
Развита е рудодобивната и риболовната промишленост. Селището разполага с летище, речно пристанище, горивна база, детска градина, училище, библиотека. От 2011 г. има мобилно покритие.